# 黑白文鸟
黑白文鸟（学名：Spermestes bicolor），是梅花雀科文鸟属的一种，分布于加蓬、埃塞俄比亚、几内亚比绍、贝宁、塞内加尔、马里、科特迪瓦、安哥拉、多哥、赤道几内亚、卢旺达、喀麦隆、加纳、中非共和国、尼日利亚、利比里亚、肯尼亚、坦桑尼亚、布隆迪、刚果民主共和国、刚果、几内亚、苏丹、塞拉利昂和乌干达。全球活动范围约为3,880,000平方千米。该物种的保护状况被评为无危。
种名 bicolor 意为“二色的”。
黑白文鸟的平均体重约为8.5克。栖息地包括亚热带或热带的（低地）干燥疏灌丛、牧草地、亚热带或热带的湿润低地林、亚热带或热带的旱林、耕地、湿地和干燥的稀树草原。